# Slaggaard

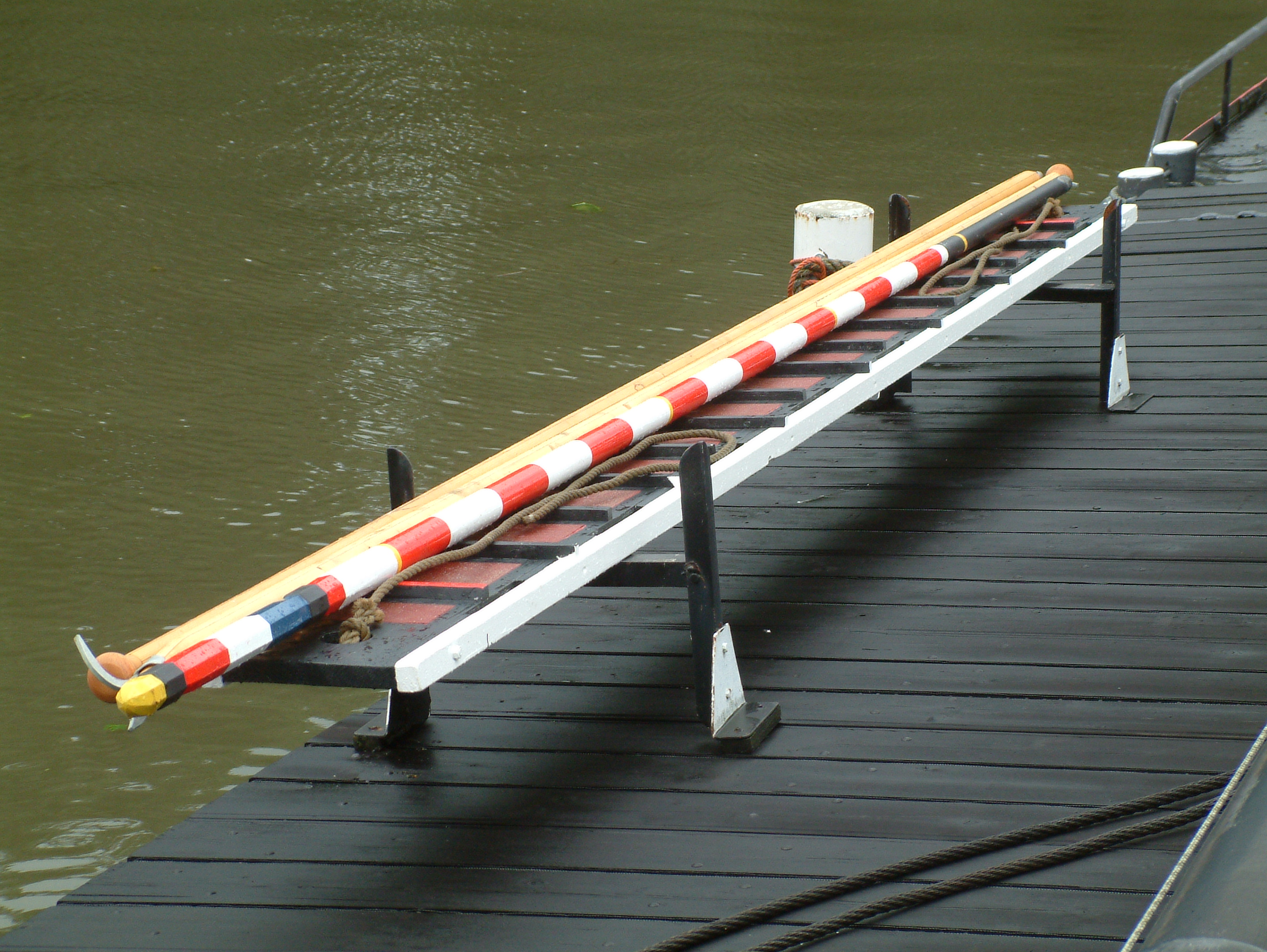
Slaggaard in een barlijn aan dek van een varend monument ®

Een slaggaard is een ronde stok voorzien van gesneden acht-kantig boveneinde en knop, die op een zodanige wijze is geschilderd, dat de diepte van het vaarwater ermee gepeild kan worden. De tegenwoordig meest gebruikelijke aanduiding is door middel van gekleurde banden van 20 centimeter lengte, afwisselend rood en wit. Het onderste eind van de stok is zwart geschilderd over een lengte die overeenkomt met de diepgang van een ledig schip. Het achtkantige boveneinde wordt meestal in de kleuren van de nationale vlag geschilderd. 
Van oudsher konden ter plaatse bekende schippers, die vaker hetzelfde water bevoeren, er ook hun positie min of meer mee bepalen door met de slaggaard te voelen of ze zand, bagger of mosselen onder het schip hadden.  
De lengtes waarin nog steeds houten slaggaards geleverd kunnen worden, zijn 18 en 21 voet, oftewel 5 en 6 meter.  Tegenwoordig hebben echter aluminium versies de voorkeur. Die zijn door hun gewicht gemakkelijker hanteerbaar. 
Het gebruik is meestal varend. De slaggaard wordt vanuit het gangboord in de vaarrichting in het water gestoken. Door de vaart van het schip gaat de slaggaard vanzelf door de loodrechte stand, waarbij de diepte kan worden afgelezen (geschat). 
De slaggaard is samen met het dieplood de voorloper van het echolood en de elektronische dieptemeter. Het dieplood is voor de zeevaart, wat de slaggaard is voor de binnenvaart.